# American Writing Machine Company
 (mai 2016).
Si vous disposez d'ouvrages ou d'articles de référence ou si vous connaissez des sites web de qualité traitant du thème abordé ici, merci de compléter l'article en donnant les références utiles à sa vérifiabilité et en les liant à la section « Notes et références ».
L'American Writing Machine Company est une entreprise américaine fabricant des machines à écrire, dont la Caligraph 1 (1880) et la Caligraph 2 (1882).
En 1893, faisant face à une concurrence de plus en plus active, le fabricant des machines à écrire Remington Standard voit sa position de leader s'éroder. Il décide de s'associer avec plusieurs autres fabricants. L'American Writing Machine Company, la Smith Premier Typewriter Company, la Yost Writing Machine Company, et Densmore and Brooks fusionnent sous le nom d'Union Writing Machine Company, qui, en 1908, prend le nom d'Union Typewriter Company.

## Sources
- (en) Typewriters by Will Davis